# David Hovorka
David Hovorka (Kladno, 7 agosto 1993) è un ex calciatore ceco, di ruolo difensore.

## Palmarès

### Club

#### Competizioni nazionali
- Campionato ceco: 2

Slavia Praga: 2019-2020, 2020-2021
- Coppa della Repubblica Ceca: 2

Slavia Praga: 2020-2021, 2022-2023